# Flag to Flag
Flag to Flag (Super Speed Racing, スーパースピードレーシング no Japão) é um jogo eletrônico de corrida desenvolvido pela ZOOM Inc. e publicado pela Sega em 1999 para o console Dreamcast, o jogo é licenciado pela CART (Champ Car), possuindo 19 circuitos reais, 27 pilotos e 18 equipes.